# Mars: War Logs
Mars: War Logs est un jeu vidéo d'action et de rôle sorti en avril 2013 sur PC, en juillet 2013 sur Xbox 360 et en août 2013 sur PlayStation 3.

## Synopsis
Le jeu se déroule sur Mars, un siècle après une grande révolte. L'eau est devenue une ressource précieuse et plusieurs guildes s'en disputent le contrôle. Deux des plus puissantes sont Aurora et Abundance. Le joueur incarne Roy Temperance, un prisonnier de guerre évadé qui se trouve pris au cœur d'une lutte entre plusieurs factions puissantes, et qui doit aussi affronter différentes créatures créées par l'environnement radioactif de la planète.

## Postérité
En 2016, Spiders sort une suite spirituelle de Mars: War Logs appelé The Technomancer qui se déroule également dans le même univers. Cette suite spirituelle comporte de nombreuses références à Mars: War Logs.